# Ime grada Zagreba
Godine 1094. Ladislav I. Arpadović dao je utemeljiti zagrebačku biskupiju, što nam je poznato iz Felicijanove isprave iz 1134. godine, kojom nadbiskup Felicijan potvrđuje osnivanje zagrebačke biskupije. Ovaj dokument iz 1134. godine ujedno je i prvi pisani trag u kojem se spominje ime Zagreb.
Iako postoji mnogo teorija o podrijetlu imena Zagreb, većina povjesničara danas se slaže da je riječ o nazivu čiji je korijen u složenici zagrebb, tj. mjesto za utvrdom ili pak za brdom. U novije vrijeme sve je prihvaćenija i teorija o tome da je prije osnivanja zagrebačke biskupije i naselja na kaptolskom brdu ondje postojao benediktinski samostan posvećen sv. Gabrijelu (San Gabriel, Za'Gabriel) od kojega je u konačnici i Zagreb dobio ime.

## Povijest imenaZagreb
Iako je vremenom Zagreb postao sinonim za sva naselja na na gradečkom i kaptolskom brežuljku te okolnom području, a nakon spajanja naselja 1850. godine i službeni naziv za „novi” grad, to nije oduvijek bilo tako. Naime, naziv Zagreb u početku se odnosio na kaptolski brežuljak, konkretnije na jedno od naselja na njemu. Iako Felicijanova isprava svjedoči da se biskupija osnovana sa središtem na Kaptolu nazivala „zagrebačka” (latinski: zagrabiensem episcopatum), prvi spomen naziva Zagreb dolazi nam s popisa biskupskih posjeda iz 1201. godine u latinskom obliku Zagrabia i odnosi se na naselje na prostoru današnje Opatovine, koje se 40 godina kasnije ponovno javlja kao villa zagrabiensis. Jedan od izvora iz 13. stoljeća navodi da je već tada riječ o „respektabilnom lokalnom središtu”. Od 2002. godine traju arheološka istraživanja spomenutog lokaliteta. Da se naziv Zagreb u početku nije odnosio na naselje smješteno na susjednom brdu, svjedoči jedan od najranijih spomena zagrebačkog Gradeca. Naime, gotovo dvadeset godina nakon što je 1242. godine Zlatnom bulom Bele IV. osnovan Gradec uz uvjet podizanja zidina, godine 1261. spominje se naselje kao utvrda Grič kraj Zagreba. Svega pet godina kasnije, 1266. godine, naselje se ponovno spominje u jednoj od isprava Bele IV. u kojoj kralj navodi „odredili smo da se sagradi utvrda na brdu Gradec kraj Zagreba”. Od slavenskog naziva Gradec razvio se i njemački oblik Grez ili Grech, a u 13. stoljeću prvi se puta javlja i poznati njemački naziv za Zagreb (Agram) u obliku Agrim.

## Zagreb kao složenica odzagreb, tj.mjesto za utvrdomilimjesto za brdom
France Bezlaj (1910. – 1993.) povezao je slovensku imenicu greba što znači grumen, gruda s poljskom istoznačnicom grzeba, greba, grepa, slovenskom imenicom za opkop „zagreb“ te konačno s imenom grada Zagreba. Zaključuje da sve ove riječi vuku podrijetlo od praindoeuropskog korijena ghrebb, što znači grumen ili gruda, te da je uz prefiks za upravo greb korijen riječi Zagreb.
Na temelju Bezlajeve jezične analize Alemko Gluhak zaključuje „da je postojala praslavenska riječ grebb ... koja je označavala uzvisinu, brdo i slično.“ Pošto je postajala riječ grebb sigurno je postojala i složenica zagrebb, tj. mjesto za brdom ili za nekom uzvisinom (poput zidina). Ta je složenica kasnije toponimizirana u oblik Zagrebb pa kasnije i Zagreb.
Danas je najprihvaćenija teorija da naziv dolazi od korijena grebb u značenju nasip ili opkop. Naime, nedavna arheološka istraživanja dokazala su postojanje starije utvrde na prostoru Gradeca, te bi stoga novo naselje – smješteno na kaptolskom brežuljku – doista bilo smješteno „iza stare utvrde”, tj. starog opkopa/zidina. Upravo ovu teoriju kao najvjerodostojniju uzima skupina autora u najnovijem pregledu zagrebačke prošlosti.

## Zagreb po samostanu sv. Gabrijela
O ovoj teoriji vodile su se, a još se vode i budućnosti će se sigurno voditi, mnoge rasprave. Iako postoji više podteorija sve se temelje na pretpostavci da je na prostoru stare jezgre Zagreba postojao samostan ili crkva sv. Gabrijela. Od naziva tog sakralnog objekta razvio se s vremenom i naziv za grad koji se počeo širiti oko sakralne građevine. Razlike u podteorijama temelje se na lingvističkoj raspravi, tj. na pitanja gdje su se dogodile glasovne promjene, pod utjecajem kojeg jezika itd., ali prijelazni oblici i konačni oblik u svim su verzijama isti ili pak zanemarivo različiti.

### Provansalsko podrijetlo
Ime Zagreba najbolje bi odgovaralo provansalskom ekonimu Sant-Gabrieu ili Sant-Grabie. To ime nosi jedno naselje sjeverno od Arlesa u Francuskoj, u kojem postoji crkva anđela Gabrijela iz 12. stoljeća. Nadalje, nije rijetkost da u hrvatskom jeziku ime grada poprimi naziv po sakralnom obliku ili nekom svecu, naročito u primorskom dijelu, kao npr. Supetar od Santu Petru, tj. Sveti Petar. U Zagrebu se ovaj oblik mogao probiti preko zagrebačkih biskupa, za koje znamo da su neki zasigurno bili Provansalci, kao npr. Sigismund i Manases. Ime Zagreb tako bi se razvilo od Sant-Gabrieu, što bi dalo oblik Zagabri, koji bi s vremenom postao Zagreb.

### Njemačko podrijetlo
Vjetar u jedra njemačkoj teoriji dao je povjesničar umjetnosti Josip Stošić koji tvrdi da mnogi dokazi (dimenzije katedrale, nakit pronađen ispred nje itd.) govore u prilog da je na tom području već u 9. st. postojala crkva. U to vrijeme u međurječju Save i Drave djeluju Franci koji nastoje učvrstiti svoje granice prema istoku, tj. Bizantu. Povjesničar Ivan Ostojić smatra da su prvi misionari na tlu sjeverne Hrvatske bili benediktinci koji su došli za vrijeme franačke vladavine. Dakle prve crkvene građevine na tlu Zagreba bile bi, barem prema ovoj dvojici povjesničara, osnovane pod utjecajem njemačkih misionara.
Prema ovoj teoriji ime Zagreba razvilo bi se od starovisokonjemačke svetačke sintagme Sa-Gab(i)o, gdje se s moglo čitati kao glas između s te z. Vremenom iz tog oblika nastaje Zagabri te u konačnici Zagreb.

### Talijansko podrijetlo pod hrvatskim utjecajem
Ako se uzme za pretpostavku da je sakralni objekt bio talijanski, onda je za pretpostaviti da su Talijani izgovarali San Gabrio kao d’ sa(n) Gabrio, koji prilikom čitanja zvuči kao Zagabrio. Onima koji nisu dobro upoznati s talijanskim jezikom to je zasigurno zvučalo kao jedna riječ, naročito Hrvatima zbog postojanja imenice grad.
Nadalje bi nastavak –io bio odbačen pošto ne odgovara hrvatskom jeziku te bi nastao oblik Zagabr. Slovo r bi se premjestilo da se izbjegne skup br pa bi tako nastao oblik Zagrab i naposljetku Zagreb.

## Zagreb kao deverbativ glagolazagrepst, tj.opkopati
Prvi je ovu teoriju iznio slavist Franc Miklošič (1813. – 1891.) koji je smatrao da zagreb dolazi od zagrepsti što znači opkopati pa bi tako deverbativ tog glagola značio opkop. Miklošić tvrdi da je ovaj deverbativ zabilježen na tlu kojeg su naselili Slaveni, i to u staroslavenskom i slovenskom jeziku.
Ovo podrijetlo zapisao je i Ivan Krstitelj Tkalčić (1840. – 1905.) u prvoj knjizi Povjestni spomenici slobodnog kraljevskog grada Zagreba. Tkalčić piše sljedeće: „Nu jer je rieč Zagreb slavenskoga korjena, to ju izvodimo od glagolja zagrebsti (zagrebo), t. j. ukopati, obkopati; po tom bi značio Zagreb isto, što i mjesto obkopom učvršćeno, jer su ga bez dvojbe i prvi njegovi naseljenici bili tako učvrstili proti nasrtaju neprijateljskomu. Prema tomu i latinski njegov naziv „Zagrabia“ značio bi opet mjesto za grabom ili za grabami.“ Zanimljivo je da Tkalčić smatra kako su već prvi naseljenici svoj grad „učvrstili proti nasrtaju neprijateljskomu“, što je u novije vrijeme i potvrđeno pronalaskom drvenih bedema koji, prema analizi godova provedenoj nad njima, datiraju negdje s kraja 7. stoljeća.
Ilirolog Antun Mayer slaže se s ovom teorijom i kaže da glagol zagrepsti znači zakopati, a to vidimo i iz današnje slavenske riječi grob, pa zaključuje „ … Zagreb zapravo izvedenica od glagola zagrepsti kao što pogreb od pogrepsti.“ Danijel Alarić se suprotstavlja ovoj tezi i tvrdi da se deverbativ zagreb ne spominje nigdje na slavenskom prostoru u značenju opkop. Međutim kao drugu tezu Alarić uzima to što nema dokaza o nekom prastarom opkopu na prostoru Zagreba, što su novija arheološka istraživanja, provedena poslije izdanja njegove knjige, opovrgnula.
Stoga valja zaključiti da je ova teorija, koja se donedavno smatrala mrtvom jer nije bilo argumenata, tj. materijalnih dokaza, o bilo kakvom opkopu, ponovno oživjela s novim arheološkim istraživanjima.

## Zagreb kao složenica hrvatskih riječi (iza nasipa)
Ova teorija polazi od tvrdnje da je riječ Zagreb nastala spajanjem prijedloga za i imenice greb, točnije od sintagme za grebom, pri čemu njeni pobornici za značenje osnove greb uzimaju "nasip, obala ili pak groblje" (za razliku od ranije spomenute teorije koja korijen greb povezuje s opkopom ili brdom). Ova teorija bila je veoma zanimljiva velikom broju povjesničara, a i danas je, uz legendu o Mandi, zasigurno najpoznatija teorija među Zagrepčanima.
Da riječ greb znači nasip smatrali su mnogi istaknuti povjesničari i jezikoslovci, kao što su Vjekoslav Klaić, Ferdo Šišić i Miloš Moskovljević. Jezikoslovac Miloš Moskovljević (1884. – 1968.) tražio je objašnjenje u sličnostima s mađarskim oblikom Zagrab i njemačkim oblikom Agram. On kaže „ … stara nemačka reč Grabe kao i Grab istog je korena što i naš grob, koja se u zapadnim krajevima govori i greb.“ Prema njemu od tog korijena nastao je hrvatski Zagreb (tj. od korijena greb), te mađarski Zagrab (tj. od korijena graba). Nijemci su pak od am Graben vremenom dobili am Grabn te u konačnici svoj konačni naziv Agram.
Postojanje nasipa za sada nije potvrđeno, a javlja se i drugi problem prema kojem navodni hrvatski oblik greb nije potvrđen u značenju nasip. U starije vrijeme možda se pod nasip mislilo i na nasip oko grada u smislu gradskih fortifikacija, a u tom bi slučaju zidine grada bile dokazane, kao što je već spomenuto, ali i dalje ostaje lingvistički problem.
Petar Skok (1881. – 1956.) zaključio je da bi riječ greb mogla značiti „obalu ili nasip na obali“. U svojoj argumentaciji referira se na mišljenje Vjekoslava Klaića da se od davnina grebom nazivao nasip koji je branio od izlijeva rijeke Save. On zaključuje da greb znači upravo „nasip ili obala“ jer u mađarskom jeziku postoji istoznačna riječ gereb. Osim spomenutog nasipa koji se navodno nalazio u blizini grada, Skok kaže da je greb mogao označavati i obalu potoka Medveščaka. Problem ove teze je što nema dokaza da je greb označavao „obalu ili nasip“. Petar Skok i sam je u kasnijim istraživanjima odbacio svoju prvobitnu tezu.
Marko Kostrenčić (1884. – 1976.) smatrao je da riječ greb označava groblje. Prema Kostrenčiću naziv Zagreb bi značio mjesto koje je ležalo iza nekog groblja. Dva su glavna priloga ovoj tezi, prvi lingvistički koji potvrđuje da je osim riječi grob postojala i riječ greb koje su bile sinonimi. Druga stvar je što je unutar opsega srednjovjekovnog grada pronađeno slavensko groblje i brončani slavenski nakit iz 10. – 11. st. 
Alerić smatra da je ova teza kriva jer kao što se od fraze za gorom razvio naziv Zagorje, a ne Zagora, tako bi se i od fraze za grebljem razvila riječ „Zagrebje“, a ne Zagreb.

## Zagreb, naziv ruskog podrijetla
Miroslav Brandt (1914. – 2002.) smatrao je da naziv Zagreb potječe iz ruskog jezika. U Rusiji je potvrđen oblik riječi zahrebetnjik, a Brandt u tom nazivu vidi prijedlog „za“ i imenicu „hrebet“ što znači kralježnica, leđa.
Naziv zahrebetnjik označavao bi seljaka koji nema svoju zemlju pa pomaže zavisnim seljacima u obradi zemlje, tj. žive na leđima drugih; hrvatski najbolje rečeno podkmet. Brandt drži da je u Rusiji već u 11. stoljeću bilo puno potkmetova (jer je feudalizam u Rusiji tada već u punom jeku) te, nadalje, drži da su zasigurno postojali i u sjevernoj Hrvatskoj. Prema njemu na prostoru današnjem Zagreba živjelo je mnogo podkmetova koji su osnovali svoja naselja, pa je zato i sam grad dobio ime po sociološko-ekonomskoj kategoriji svojih stanovnika.
Cijela ova teorija zvuči malo vjerojatna, već samim time što se temelji na dosta Brandtovih pretpostavki. Alerić upućuje i na jezični problem te tvrdi kada bi taj naziv i zaživio na prostoru sjeverne Hrvatske glasio bi zahrbbtniki, koji bi teško zaživio kao toponim naselja.

## Zagreb kao antroponim

### Zagreb od osobnog imena „Zagrab/Zagreb“
Juraj Ćuk (1891. – 1972.) smatrao je da ime Zagreb dolazi od osobnog imena. Prema Ćuku: „Ime Zagreba kazuje daleko više, nego što je to mjesto za grabom, za grebom, za bregom, ili prvotni zdenac ... U starom plemenu požeških Vojanića otac Zagrab i njegova dva sina Zagrab i Zagreb pokazuju, da je postojao lični imeni oblik jednak nazivu grada među Savom i Medvjednicom ... Naš Zagreb kojega ime nosi današnji grad, nije bio običan Hrvat, pučanin. Bliža okolina Zagreba otkriva mu rod, koji nije bio ni plemićki, jer naša starina nije plemstva poznavala, nego upravo vladalački.“
Alerić naglašava da ova Ćukova tvrdnja stoji na jako slabim temeljima i bez izravnih dokaza. Ipak, treba istaknuti kako postoje dokazi da su postojali otac i dva sina, sva trojica zvana Zagreb, no spomen datira tek iz druge polovine 13. i početka 14. st. – dakle, tek iz vremena kad naziv Zagreb već postoji za naselje. Nije čest slučaj da osobno ime postane ime nekog mjesta osim ako nije riječ o nekoj zaista utjecajnoj osobi – osnivaču grada, svecu ili pak skupini ljudi koja obilježava prostor grada. 
U okolici Zagreba, doduše, ima nekoliko primjera takve geneze – npr. Mikulići od Mikulinih sinova, Borongaj po kanoniku Baranu, itd. Međutim teorija o tome da sam naziv grada Zagreba vuče podrijetlo od osobnog imena stoji na slabim temeljima. Spomen trojice muškaraca imenom Zagrab samo potvrđuje postojanje tog imena, ali očito nije bilo učestalo, a kamoli mnogobrojno na prostoru Zagreba, te je znatno kasnije, kada se uz Zagreb već veže njegov današnji naziv, pa je vjerojatnije da je osobno ime proizašlo iz imena grada, a ne obrnuto.

### Zagreb, grad po imenu kutrigurskog vođe
Ovu teoriju donosi nam usputno i ukratko Baltazar Adam Krčelić koji smatra da je grad dobio ime po kutrigurskom vođi Zabergu koji je osnovao grad Zagreb za vrijeme jednog od svojih mnogobrojnih pljačkanja po Balkanskom poluotoku. Danijel Alerić kaže da ova teorija „ne zaslužuje ništa drugo nego samo da bude spomenuta...” jer je nerealno misliti da je Zaberg pljačkao sve do područja Zagreba, s čime se slaže i Ferdo Šišić koji tvrdi da Zabergovi odredi nikad nisu prešli dalje od Srijemske Panonije.

## Zagreb kao hidronim
Mišljenje o tome da je ime „Zagreb“ hidronim za stari zdenac koji se danas nalazi u Vlaškoj ulici na broju 23. i 25. vjerojatno je najstarije mišljenje o podrijetlu imena grada. Ova teorija bila je poznata još i zagrebačkom biskupu Benediktu Vinkoviću (1581. – 1642.) koji o njoj piše davne 1642. godine kada spominje dominikanski samostan i izvor koji se nalazio pored samostana te zaključuje da je po njemu Zagreb dobio ime. 
Mišljenje o imenu grada kao hidronimu sigurno je najrasprostranjenije među stanovnicima Zagreba, ponajviše pod utjecajem legende o Mandi. O Zagrebu kao hidronimu postoje tri glavne teorije.

### Zagreb, od izvora što ga otkri Augustin Kažotić
Ovu verziju zabilježio je Baltazar Adam Krčelić navodeći da je prvo čudo biskupa Augustina Kažotića, koji je djelovao u 14. stoljeću, bio pronalazak izvora u blizini dominikanske crkve koja se tada gradila . U to vrijeme vladala je velika suša te se biskup molio Bogu za pomoć. Uzeo je motiku i zakopao zemlju u blizini samostana te je iz rupe potekla voda, a zdenac nazvan Zagreb. Dakle zdenac je dobio ime od glagola zagrabiti budući da se iz njega uvijek mogla zagrabiti voda u vrijeme velike suše, pa odatle dolazi i naziv zdenca Zagreb, a kasnije i ime samoga grada koji se razvio oko zdenca. Ovaj zdenac ne smije se miješati s poznatim zagrebačkim Manduševcem na središnjem gradskom trgu – Kažotićev izvor nalazio se na prostoru današnje Vlaške ulice br. 23. i 25. (nekadašnji prostor dominikanskog samostana ispod Kaptola).

### Zagreb, od banskog uzvika „Zagrabite!“
Drugo mišljenje zabilježio je Ivan Krstitelj Tkalčić. Prema njemu u vrijeme velike suše prolazio je prostorom Zagreba ban sa svojom vojskom. Budući da je suša morila vojnike te su mnogi već „klonuli vrlo od žeđe“ ban stade sa svojom vojskom kako bi se odmorili i predahnuli. Kada je vojska stala ban se dosjeti da zabode mač u zemlju, a iz rupe i suhe zemlje ubrzo poteče voda, te ban viknu svojim vojnicima „Zagrabite!“ i od tuda ime zdenca Zagreb i kasnije ime grada.

Ovu verziju legende donosi i August Šenoa, koji je još 1864. godine u svojoj pjesmi „Zagreb“ napisao sljedeće:
"Zagrabite" ban je prorokovo -
I životom stvori mu se slovo:
Povrh gore, i uz kitni dol;

Svanu "Zagreb", kraljevski naš stol.
Šenoa kaže da je ovu legendu čuo još kao dijete od svoje sluškinje što nam daje do znanja da su legende o Zagrebu kao hidronimu duboko ukorijenjene među građanima Zagreba. Šenoa ipak u predgovor pjesmi dodaje i kratku opasku: „Nek se gospoda korjenodupci ne smute s moga grijeha. Na radost im mogu kazati da Zagreb po meni ne polazi od zagrabite.”

### Legenda o Mandi
Treću verziju također je zabilježio Ivan Krstitelj Tkalčić. Slično kao i u prethodnoj teoriji ban prolazi sa svojom vojskom u vrijeme suše, ali u ovoj je verziji vrelo, tj. izvor, već postojao, a pored njega je sjedila djevojka Manda. Žedan ban doviknuo je djevojci koja je sjedila „Mandušo, zagrabi!”. Po mladoj djevojci dobio je izvor ime Manduševac, a po banovom uzviku i glagolu „zagrabiti” grad prozvaše Zagreb.

## Zagreb kao riječ iranskog podrijetla
Ovu verziju prvi je iznio Stjepan Krizin Sakač (1890. – 1973.). Prema njemu Zagreb je nastao od iranske riječi zahrab koja znači slavuj. Na ovaj zaključak potaklo ga je razmišljanje povjesničara Ćire Truhelke (1865. – 1942.) koji je smatrao da je Tuškanac, park u Zagrebu, dobio ime po iranskoj riječi tuškan, što znači zec. Sakač tvrdi da se riječ zahrab može čitati kao zagrab ili zagreb, a ime grada moglo bi značiti slavuj zato što je prije samoga grada naziv označavao ime brežuljka, današnji Kaptol, na kojem je očito bilo dosta slavuja.
Alerić navodi da nema nikakvih dokaza da je riječ zagreb ikada označavala ime neke ptice u hrvatskom jeziku, kao što niti riječ tuškan nije označavala zeca.
Važno je napomenuti da je Stjepan Krizin Sakač bio zagovornik teze da su Hrvati iranskog podrijetla zbog čega je tražio što više argumenata za svoju teoriju. Sličnost iranskog naziva za slavuja i imena glavnog grada Hrvatske bila je stoga odlična argumentacija njegove teze.

## Zagreb, grad na mjestu rimskog naselja Agria
Teoriju je iznio Matija Perak (1914. – 1992.), a temelji se na ideji o postojanju „protetskog Z” u hrvatskom jeziku. Perak donosi cijeli niz primjera u kojima vidi postojanje „protetskog Z” u slavenskim jezicima te zaključuje da se ta pojava dogodila i u imenu Zagreba. Druga premisa koju uzima je postojanje rimskog naselja na prostoru današnjeg Zagreba, iako do danas ne postoje arheološki dokazi koji potkrepljuju takvu tvrdnju.
Ipak, Perak smatra da je  rimsko doba na mjestu Zagreba postojalo poljsko dobro, a u središtu naselja – na mjestu današnjeg Kaptola – nalazilo se utvrđeno središte zvano Agria. Pritom se poziva i na Ferdu Šišića koji u Povijesti Hrvata kaže da je današnji Zagreb sigurno bio selo u rimsko doba te da se razvio uz potok Medveščak. To selo pripadalo je municipiju Andautoniji, a dokaz tomu vidi u rimskom novcu, pronađenom u potoku, koji datira u period između 1. i 4. stoljeća.
Kada su na ovaj prostor došli Slaveni oblik Agria se slavenizirao pomoću „protetskog Z” te nastaje naziv Zagrenbz, tj. dodaje se „protetsko Z” i praslavenski nastavak enbz. S vremenom je praslavenski nastavak enbz zamijenjen staroslavenskim nastavkom eb i u konačnici nastaje Zagreb. To nam pokazuje i latinski naziv Zagrabia koji je nastao polatinjenjem oblika Zagrenbz.
Perak daljnju argumentaciju vidi i u njemačkom nazivu. Naime, njemačka inačica imena oslanjala se na antičko ime Agria i s vremenom se razvio oblik Agrim i Agrem, a u konačnici i oblik Agram. Latini (prema Peraku potomci Rimljana iz Andautonije), bili su na prostoru Zagreba mnogobrojni još i u 13. stoljeću, a njihov utjecaj vidi i u drugim toponimima – kao npr. Jarun, koji je prema njemu nastao od prefiksa u obliku „protetskog J” i latinskog arundo što znaci trstika. 
Međutim teorija ima ključnu slabost da ne postoje dokazi o postojanju rimskog antičkog naselja imenom Agria na prostoru današnjeg Kaptola. Nadalje, lingvisti su istaknuli kako se mađarski grad Eger, latinski Agria, u hrvatskim izvorima javlja u obliku Jegar – dakle poslavenjen je s „protetskim J”, a ne „protetskim Z”. Konačno, nastavak eb veoma je rijedak u hrvatskom jeziku, te se javlja u svega desetak riječi, kao što su: galeb, jastreb, pogreb, žlijeb...; dakle riječ je o jako rijetkom nastavku, pa je teško očekivati kako bi upravo on prevladao kao nastavak za ime grada.

## Zagreb kao riječ mađarskog podrijetla
Teoriju je iznio Valentin Putanec (1917. – 2004.) relativno nedavno, 1992. godine, što je čini jednom od najnovijih teorija. Putanec svoju teoriju temelji na postojanju ekonima Soroga negdje na prostoru Panonije. Riječ je o toponimu kojeg spominje još i grčki geograf Klaudije Ptolomej u 2. stoljeću. 
U svojoj raspravi zaključuje da se taj toponim nalazio upravo na području današnjeg Zagreba te da je zasigurno morao postojati i u oblicima Sigora, Sogora, Segora itd. Upravo od oblika Sogora razvio se slavenski oblik Zagora. Oblik Zagora preuzet je od Mađara koji ga prihvaćaju u obliku Zagora, Zagor ili Zagra. Putanec nadalje drži da su se ovi oblici, budući da su označavali lokalitet, zasigurno morali koristiti u sintagmama, tj. sintagmama koje bi prevedene na hrvatski značile u Zagoru, u Zagori itd.  
Usredotočivši se na mađarsku sintagmu Zagraba, tj. hrvatski u Zagori, smatra da su Mađari još u 12. stoljeću nazivali grad Zabrag, a preko mađarskog jezika oblik je ušao i u latinski u obliku Zagrabia te u konačnici i u hrvatski jezik u obliku Zagreb. Od hrvatskog oblika nastao je njemački oblik Agram, i to izjednačavanjem početnog za s njemačkim zu koje je s vremenom otpalo, a završetak greb zamijenjen je njemačkom jeziku prihvatljivijim nastavkom gramb, pri čemu je b otpalo, i tako nastaje Agram. 
Glavni problem teorije je što se za premisu uzima postojanje antičkog naselja na prostoru Zagreba – tj. toponim Soroga ne možemo nikako povezati s prostorom današnjeg Zagreba. Međutim, čak i da postoji dokaz, lingvistički problem predstavlja činjenica da je oblik zagora čest u hrvatskom jeziku te je mogao doći u mađarski neovisno o (ne)postojanju Soroge, tj. teško je vjerovati da bi Hrvati prihvatili mađarsku sintagmu kao naziv za svoj grad, pogotovo jer bi očekivani oblik pritom bio Zagrob ili Zagrab.

## Zagreb „kak su povedali naši stari”
Nikola Bonifačić Rožin prikupio je stare legende o imenu Zagreb. Prvu je zabilježio na području Resnika gdje su ljudi od davnina govorili da je u blizini Manduševca živio „vrač kakti coprnjak”, imenom Zagreb, koji je liječio ljude od bolesti vodom iz zdenca, pa su ljudi govorili „idem Zagrebu vraču” i tako je grad dobio ime.
Drugu legendu zabilježio je na području Šestina. Tijekom velike suše ljudi su počeli moliti Majku Božju Remetsku da pošalje kišu. Gospa im je odlučila ispuniti želju, a kada su stigli do zagrebačke katedrale pronašli su otvor iz kojeg je tekla voda. Tadašnji biskup pozvao je ljude da zagrabe vodu i od tada se grad zove Zagreb.
Konačno treća narodna predaja bilježi: „U selu Blatu kraj Zagreba kazivali su "da je pod Zagrebom pozoj", zmaj. Kad se on pomakne, grad se strese. Za vrijeme nekog potresa izbilo je vrelo, čiju je ljekovitu vodu narod rukama grabio, pa je mjesto po tome dobilo ime.”